# Championnat du Salvador de football 1973
Navigation
Saison précédente Saison suivante
La Primera División 1973 est la vingt-troisième édition de la première division salvadorienne.
Lors de ce tournoi, le CD Águila a tenté de conserver son titre de champion du Salvador face aux neuf meilleurs clubs salvadoriens.
Chacun des dix clubs participant était confronté deux fois aux neuf autres équipes. Puis les six meilleurs se sont affrontés lors d'une phase finale à la fin de la saison alors que les quatre moins bon se sont affrontés pour ne pas descendre.
Seulement deux places étaient qualificatives pour la Coupe des champions de la CONCACAF et deux pour la Coupe de la Fraternité.

## Les 10 clubs participants
Ce tableau présente les dix équipes qualifiées pour disputer le championnat 1973. On y trouve le nom des clubs, le nom des stades dans lesquels ils évoluent ainsi que la capacité et la localisation de ces derniers.
| \| Sonsonate : CD Juventud Olímpica CD Sonsonate CD Águila Alianza FC CD Atlético Marte Club Deportivo FAS Excélsior FC Club Deportivo FAS Excélsior FC Sonsonate CD Municipal Limeño CD Luis Ángel Firpo Alianza FC CD Atlético Marte Universidad Barrios \| Localisation des clubs engagés dans le championnat. |
| Sonsonate : CD Juventud Olímpica CD Sonsonate CD Águila Alianza FC CD Atlético Marte Club Deportivo FAS Excélsior FC Club Deportivo FAS Excélsior FC Sonsonate CD Municipal Limeño CD Luis Ángel Firpo Alianza FC CD Atlético Marte Universidad Barrios                                                           |

| Club                        | Stade                        | Capacité          | Ville              |
| CD Águila                   | Stade Juan Francisco Barraza | 10 000            | San Miguel         |
| Alianza FC                  | Stade Cuscatlán              | 45 925            | San Salvador       |
| Excélsior FC (en)           | Stade inconnu                | Capicité inconnue | Santa Ana          |
| Club Deportivo FAS          | Stade Oscar Quiteño          | 15 000            | Santa Ana          |
| CD Juventud Olímpica        | Stade Ana Mercedez           | 8 000             | Sonsonate          |
| CD Municipal Limeño         | Stade Jose Ramon Flores      | 5 000             | Santa Rosa de Lima |
| CD Luis Ángel Firpo         | Stade Sergio Torres          | 5 000             | Usulután           |
| CD Atlético Marte           | Stade Cuscatlán              | 45 925            | San Salvador       |
| CD Sonsonate                | Stade Anna Mercedes Campos   | 8 000             | Sonsonate          |
| Universidad Gerardo Barrios | Complejo Deportivo España    | Capacité inconnue | Ciudad Barrios     |

## Compétition
La compétition se déroule en deux phases :
- La première phase : les dix-huit journées de championnat.
- La phase finale et la phase de relégation : les dix et les six journées de championnat supplémentaires pour départager respectivement les six premiers et les quatre derniers.

### Première phase
Lors de la première phase les dix équipes affrontent à deux reprises les neuf autres équipes selon un calendrier tiré aléatoirement.
Le classement est établi sur l'ancien barème de points (victoire à 2 points, match nul à 1, défaite à 0).
Le départage final se fait selon les critères suivants :
- Le nombre de points.
- Un match d'appui pour départager les équipes.

#### Classement
| Rang | Équipe                      | Pts | J  | G | N | P | Bp | Bc | Diff |
| ---- | --------------------------- | --- | -- | - | - | - | -- | -- | ---- |
| 1    | CD Águila (T)               | 25  | 18 | 8 | 9 | 1 | 27 | 12 | +15  |
| 2    | CD Atlético Marte           | 23  | 18 | 8 | 8 | 2 | 19 | 12 | +7   |
| 3    | CD Juventud Olímpica        | 21  | 18 | 8 | 6 | 4 | 26 | 17 | +9   |
| 4    | Club Deportivo FAS          | 19  | 18 | 7 | 5 | 6 | 22 | 17 | +5   |
| 5    | Universidad Gerardo Barrios | 19  | 18 | 7 | 5 | 6 | 17 | 16 | +1   |
| 6    | Alianza FC                  | 18  | 18 | 7 | 4 | 7 | 17 | 22 | -5   |
| 7    | CD Luis Ángel Firpo (P)     | 15  | 18 | 5 | 5 | 8 | 22 | 27 | -5   |
| 8    | CD Sonsonate                | 14  | 18 | 5 | 4 | 9 | 21 | 29 | -8   |
| 9    | CD Municipal Limeño         | 12  | 18 | 3 | 6 | 9 | 15 | 23 | -8   |
| 10   | Excélsior FC (en)           | 12  | 18 | 3 | 6 | 9 | 14 | 25 | -11  |

| Légende : Qualifications et relégations | Légende : Qualifications et relégations                                          |
| --------------------------------------- | -------------------------------------------------------------------------------- |
|                                         | Coupe de la fraternité 1974 (en) (Phase de groupe) Qualifié pour la phase finale |
|                                         | Qualifié pour la phase finale                                                    |
|                                         | Qualifié pour la phase de relégation en Segunda División                         |
|                                         | (T) : Tenant du titre (P) : Promu de la saison 1972                              |

### La phase de relégation
Lors de la phase de relégation, les quatre équipes affrontent à deux reprises les trois autres équipes selon un calendrier tiré aléatoirement.
Le classement est établi sur l'ancien barème de points (victoire à 2 points, match nul à 1, défaite à 0).
Le départage final se fait selon les critères suivants :
- Le nombre de points.
- Un match d'appui pour départager les équipes.

#### Classement
| Rang | Équipe                  | Pts | J | G | N | P | Bp | Bc | Diff |
| ---- | ----------------------- | --- | - | - | - | - | -- | -- | ---- |
| 1    | CD Luis Ángel Firpo (P) |     |   |   |   |   |    |    |      |
| 2    | CD Sonsonate            |     |   |   |   |   |    |    |      |
| 3    | CD Municipal Limeño     |     |   |   |   |   |    |    |      |
| 4    | Excélsior FC (en)       |     |   |   |   |   |    |    |      |

| Légende : Qualifications et relégations | Légende : Qualifications et relégations |
| --------------------------------------- | --------------------------------------- |
|                                         | Relégué en Segunda División             |
|                                         | (P) : Promu de la saison 1972           |

### La phase finale
Lors de la phase finale, les six équipes qualifiées affrontent à deux reprises les cinq autres équipes selon un calendrier tiré aléatoirement.
Le classement est établi sur l'ancien barème de points (victoire à 2 points, match nul à 1, défaite à 0).
Le départage final se fait selon les critères suivants :
- Le nombre de points.
- Un match d'appui pour départager les équipes.

#### Classement
| Rang | Équipe                      | Pts | J  | G | N | P | Bp | Bc | Diff |
| ---- | --------------------------- | --- | -- | - | - | - | -- | -- | ---- |
| 1    | CD Juventud Olímpica        | 15  | 10 | 5 | 5 | 0 | 14 | 6  | +8   |
| 2    | Alianza FC                  | 12  | 10 | 4 | 4 | 2 | 17 | 12 | +5   |
| 3    | Club Deportivo FAS          | 12  | 10 | 4 | 4 | 2 | 15 | 12 | +3   |
| 4    | CD Atlético Marte           | 9   | 10 | 3 | 3 | 4 | 13 | 12 | +1   |
| 5    | CD Águila (T)               | 9   | 10 | 3 | 3 | 4 | 12 | 18 | -6   |
| 6    | Universidad Gerardo Barrios | 3   | 10 | 0 | 3 | 7 | 5  | 16 | -11  |

| Légende : Qualifications et relégations | Légende : Qualifications et relégations                                                                               |
| --------------------------------------- | --- |
|                                         | Coupe des champions de la CONCACAF 1974 (2e Tour de qualification) Coupe de la fraternité 1974 (en) (Phase de groupe) |
|                                         | Coupe des champions de la CONCACAF 1974 (1er Tour de qualification)                                                   |
|                                         | (T) : Tenant du titre                                                                                                 |

## Bilan du tournoi
| Tableau d'Honneur     |                      |
| Compétition           | Vainqueur            |
| Primera División 1973 | CD Juventud Olímpica |

| Qualifications continentales 1973-1974 |                      |
| Coupe des champions de la CONCACAF     | Qualifiés            |
| Deuxième tour de qualification         | Alianza FC           |
| Premier tour de qualification          | CD Juventud Olímpica |
| Coupe de la Fraternité                 | Qualifiés            |
| Phase de groupe (en)                   | Alianza FC CD Águila |

| Promotions et relégations   |                       |
| Relégué en Segunda División | Excélsior FC (en)     |
| Promu de Segunda División   | CD Platense Municipal |